# علم الإنسان الحيوي
علم الإنسان الحيوي، أو الأنثروبولوجيا البيولوجية والمعروفة أيضًا باسم الأنثروبولوجيا الفيزيائية، هو مجال علمي وفرع من فروع علم الإنسان، يهتم بالجوانب البيولوجية والسلوكية للبشر، وأسلافهم من أشباه البشر المنقرضة من منظور تطوري. يدرس هذا الحقل البشر بشكل منهجي من منظور بيولوجي ويتمحور حول دراسة آليات التطور البيولوجية والقدرة على التكيف وتنوع الأعراق عند البشر المعاصرين وعند الرئيسيات العليا والسجل الأحفوري لتطور البشر.
ظهرت الأنثروبولوجيا الفيزيائية في القرن التاسع عشر للميلاد، قبل أن تظهر نظريات ألفريد رسل ووليس وتشارلز داروين في الاصطفاء الطبيعي وأعمال جريجور مندل في قوانين الوراثة.

## فروع
كحقل فرعي للأنثروبولوجيا، تنقسم الأنثروبولوجيا البيولوجية نفسها إلى عدة فروع. تتحد جميع الفروع في توجهها المشترك و/أو تطبيق النظرية التطورية لفهم علم الأحياء والسلوك البشري.
- علم الآثار الحيوية: هو دراسة الثقافات البشرية السابقة من خلال فحص الرفات البشرية المستعادة في سياق أثري. عادة ما تقتصر البقايا البشرية المفحوصة على العظام ولكنها قد تشمل الأنسجة الرخوة المحفوظة. يجمع الباحثون في علم الآثار الحيوية بين مجموعات المهارات في علم العظام البشري، وعلم الأمراض القديمة، وعلم الآثار، وغالبًا ما يأخذون بعين الاعتبار السياق الثقافي والجنائزي للبقايا.
- علم الأحياء التطوري: هو دراسة العمليات التطورية التي أنتجت تنوع الحياة على الأرض، بدءًا من سلف واحد مشترك. تشمل هذه العمليات الانتقاء الطبيعي، والنسب المشترك، والانتواع.
- علم النفس التطوري: هو دراسة الهياكل النفسية من منظور تطوري حديث. يسعى إلى تحديد السمات النفسية البشرية التي تم تطويرها للتكيفات - أي المنتجات الوظيفية للانتقاء الطبيعي أو الانتقاء الجنسي في التطور البشري.
- باليوباثولوجي: دراسة المرض في العصور القديمة. ولا تركز هذه الدراسة على الظروف المسببة للأمراض التي يمكن ملاحظتها في العظام أو الأنسجة الرخوة المحنط، ولكنها تركز أيضاً على اضطرابات التغذية، والتباين في القامة أو مورفولوجيا العظام عبر الوقت، والأدلة من الصدمات الجسدية، أو الأدلة المستمدة من توتر النشاط الحيوي المهني.
- أنثروبولوجيا الطب الشرعي: هو تطبيق علم الأنثروبولوجيا الفيزيائية وعلم العظام البشري في سياق قانوني، وغالبًا في القضايا الجنائية حيث تكون رفات الضحية في مراحل متقدمة من التحلل بهدف التعرف على الرفات البشرية الحديثة أو إعادة بناء الأحداث المحيطة بوفاة أي شخص.
- علم البيئة البشري السلوكي: هو دراسة التكيفات السلوكية من المنظورين التطوري والبيئي. يركز على الاستجابات التكيفية البشرية (الفسيولوجية، التنموية، الجينية) للضغوط البيئية.
- علم الأحياء البشري: هو مجال متعدد التخصصات في علم الأحياء والأنثروبولوجيا البيولوجية والتغذية والطب، ويتعلق بالمنظورات الدولية على مستوى السكان حول الصحة والتطور وعلم التشريح وعلم وظائف الأعضاء والبيولوجيا الجزيئية وعلم الأعصاب وعلم الوراثة.
- علم الإنسان القديم: هو دراسة الأدلة الأحفورية للتطور البشري، وذلك باستخدام بقايا أشباه البشر المنقرضة وأنواع أخرى من الرئيسيات لتحديد التغيرات المورفولوجية والسلوكية في سلالة الإنسان، وكذلك البيئة التي حدث فيها التطور البشري.
- علم الأمراض القديمة: هو دراسة الأمراض في العصور القديمة. تركز هذه الدراسة ليس فقط على الحالات المسببة للأمراض التي يمكن ملاحظتها في العظام أو الأنسجة الرخوة المحنطة، ولكن أيضًا على الاضطرابات التغذوية، أو التباين في مكانة العظام أو شكلها بمرور الوقت، أو دليل الصدمة الجسدية، أو دليل الإجهاد الميكانيكي الحيوي المشتق مهنياً.
- علم الرئيسيات: هو دراسة سلوك الثديات الرئيسيات غير البشرية، وعلم التشكل، وعلم الوراثة. يستخدم علماء الرئيسيات طرق علم الوراثة لاستنتاج الصفات التي يتشاركها البشر مع الرئيسيات الأخرى وأيها تكيفات خاصة بالإنسان.

## تاريخ الفرع ونشأته
تبدو الأنثروبولوجيا البيولوجية مختلفة اليوم عما كانت عليه قبل عشرين عامًا. الاسم جديد نسبيًا، حيث عرف الفرع بالاسم «الأنثروبولوجيا الفيزيائية» لأكثر من قرن، ولا يزال بعض الممارسين يستخدمون هذا المصطلح. ينظر علماء الأنثروبولوجيا البيولوجية إلى عمل تشارلز داروين كأساس رئيسي لما يقومون به اليوم. ومع ذلك، إذا تتبع المرء علم الأنساب الفكري إلى بدايات الأنثروبولوجيا الفيزيائية - قبل اكتشاف الكثير مما نعرفه الآن باسم سجل أحافير أشباه البشر - ثم ينتقل التركيز إلى التنوع البيولوجي البشري.
تعود محاولات دراسة وتصنيف البشر ككائنات حية إلى اليونان القديمة. وضع الفيلسوف اليوناني أفلاطون (حوالي 428 - 347 قبل الميلاد) البشر على scala naturae، والتي تضمنت كل الأشياء، من الجماد في الأسفل إلى الآلهة في الأعلى. أصبح هذا هو النظام الرئيسي الذي من خلاله فكر العلماء في الطبيعة لما يقرب من 2000 سنة قادمة. لاحظ أرسطو تلميذ أفلاطون (حوالي 384 - 322 قبل الميلاد) في كتابه تاريخ الحيوانات أن البشر هم الحيوانات الوحيدة التي تمشي منتصبة وجادل، تماشيًا مع نظرته الغائية للطبيعة، بأن البشر لديهم أرداف ولا ذيل في من أجل منحهم مكانًا مريحًا للجلوس عندما يتعبون من الوقوف. وشرح الاختلافات الإقليمية في السمات البشرية نتيجة اختلاف المناخ. كما كتب عن علم الفراسة، وهي فكرة مشتقة من كتابات في مجموعة أبقراط. بدأت الأنثروبولوجيا الفيزيائية العلمية في القرنين السابع عشر والثامن عشر بدراسة التصنيف العرقي (جورجيوس هورنيوس، فرانسوا بيرنييه، كارل لينيوس، يوهان فريدريش بلومنباخ).
جمع أول عالم أنثروبولوجيا فيزيائي بارز، الطبيب الألماني يوهان فريدريش بلومنباخ (1752-1840) من جوتنجن، مجموعة كبيرة من الجماجم البشرية (Decas Craniorum ، التي نُشرت خلال (1790–1828)، والتي دعا من خلالها إلى تقسيم الجنس البشري إلى خمسة أقسام رئيسية. الأجناس (تسمى القوقاز، المنغولية، الأثيوبية، الماليزية والأمريكية). في القرن التاسع عشر، ركز علماء الأنثروبولوجيا الفيزيائية الفرنسيون، بقيادة بول بروكا (1824-1880)، على قياس القحف  بينما ركز التقليد الألماني بقيادة رودولف فيرشو (1821-1902) على تأثير البيئة والمرض على جسم الإنسان.
في ثلاثينيات وأربعينيات القرن التاسع عشر، كانت الأنثروبولوجيا الفيزيائية بارزة في الجدل الدائر حول العبودية، حيث كانت الأعمال العلمية أحادية النسل التي قام بها البريطاني جيمس كاولز بريشارد (1786-1848) تعارض أعمال عالم تعدد الأجناس الأمريكي صموئيل جورج مورتون (1799-1851).
في أواخر القرن التاسع عشر، أثر عالم الأنثروبولوجيا الألماني الأمريكي فرانز بواس (1858-1942) بشدة على الأنثروبولوجيا البيولوجية من خلال التأكيد على تأثير الثقافة والخبرة على الشكل البشري. أظهر بحثه أن شكل الرأس كان مرنًا للعوامل البيئية والتغذوية بدلاً من سمة «عرقية» مستقرة. ومع ذلك، استمرت العنصرية العلمية في الأنثروبولوجيا البيولوجية، مع قيام شخصيات بارزة مثل إيرنيست هوتون وأليش هردليكا بتعزيز نظريات التفوق العنصري والأصل الأوروبي للإنسان الحديث.

### الأنثروبولوجيا الفيزيائية الجديدة
في عام 1951، قدم شيروود واشبورن، وهو طالب سابق في جامعة هوتون «أنثروبولوجيا فيزيائية جديدة»، وتوسعت الأنثروبولوجيا لتشمل علم الإنسان القديم وعلم الأحياء القديمة وشهد القرن العشرين أيضًا التوليف الحديث في علم الأحياء: التوفيق بين نظرية التطور لـتشارلز داروين وأبحاث جريجور مندل حول الوراثة. فتح التقدم في فهم التركيب الجزيئي للحمض النووي وتطوير أساليب التأريخ الزمني الأبواب لفهم التباين البشري، في الماضي والحاضر، بشكل أكثر دقة وبتفاصيل أكبر.

## التصنيف

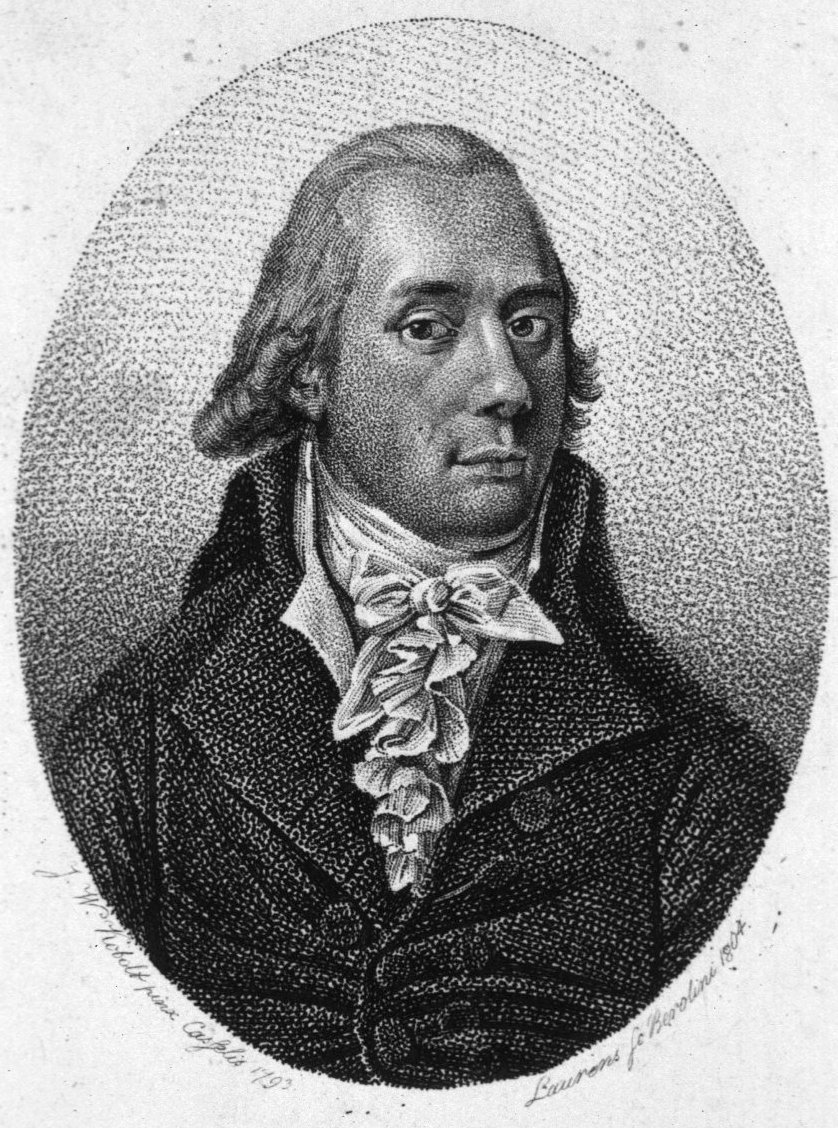
يوهان فريدريش بلومنباخ

التصنيف في علم الإنسان هو تصنيف الأنواع البشرية بالصفات الجسدية التي يمكن ملاحظتها بسهولة من مسافة (مثل الشكل الرئيسي ولون الجلد، وشكل الشعر، وبنية الجسم والطول). خلال القرن التاسع عشر وأوائل القرن العشرين استخدم علماء الأنثروبولوجيا نماذج تصنيفية لتقسيم الشعوب من مختلف المناطق العرقية إلى أجناس وأعراق مختلفة (مثل عرق نيجرويد وعرق القوقازيين وعرق مونجولويد وعرق أوسترالويد وعرق كابويد الذي كان نظام التصنيف العنصري كما هو معروف في 1962 قبل الراكون س. كارلتون).